# Yandu
Yandu (chinesisch 盐都区, Pinyin Yándū Qū) ist ein chinesischer Stadtbezirk in der Provinz Jiangsu. Er gehört zum Verwaltungsgebiet der bezirksfreien Stadt Yancheng. Er hat eine Fläche von 1.130 Quadratkilometern und zählt 711.322 Einwohner (Stand: Zensus 2010). Sein Hauptort ist das Straßenviertel Panhuang (潘黄街道). Seit 2014 besteht eine Partnerschaft mit Zwickau. (Kurz-Stadtportrait auf Zwickau.de)